# Lapugnoy
Lapugnoy ist eine französische Gemeinde mit 3500 Einwohnern (Stand: 1. Januar 2022) im Département Pas-de-Calais in der Region Hauts-de-France. Sie gehört zum Arrondissement Béthune, zum Kanton Béthune und zum Gemeindeverband Béthune-Bruay, Artois-Lys Romane. Die Einwohner werden Punéens genannt.

## Lage
Lapugnoy liegt im Westen des ehemaligen Nordfranzösischen Kohlereviers am Fluss Clarence, fünf Kilometer westlich von Béthune. Umgeben wird Lapugnoy von den Nachbargemeinden Allouagne im Nordwesten und Norden, Chocques im Norden und Nordosten, Labeuvrière im Osten, Bruay-la-Buissière im Süden, Marles-les-Mines im Südwesten sowie Lozinghem im Westen. An die Steinkohlebergbau-Tradition erinnern heute noch Reste von Gruben und eine 40 Meter hohe Abraumhalde.

## Bevölkerungsentwicklung
| Jahr                       | 1962 | 1968 | 1975 | 1982 | 1990 | 1999 | 2006 | 2013 | 2022 |
| -------------------------- | ---- | ---- | ---- | ---- | ---- | ---- | ---- | ---- | ---- |
| Einwohner                  | 2678 | 2556 | 3259 | 3375 | 3426 | 3310 | 3292 | 3425 | 3500 |
| Quellen: Cassini und INSEE |      |      |      |      |      |      |      |      |      |

## Sehenswürdigkeiten
- Kirche Saint-Vaast aus dem 19. Jahrhundert
- britisch-kanadischer Soldatenfriedhof

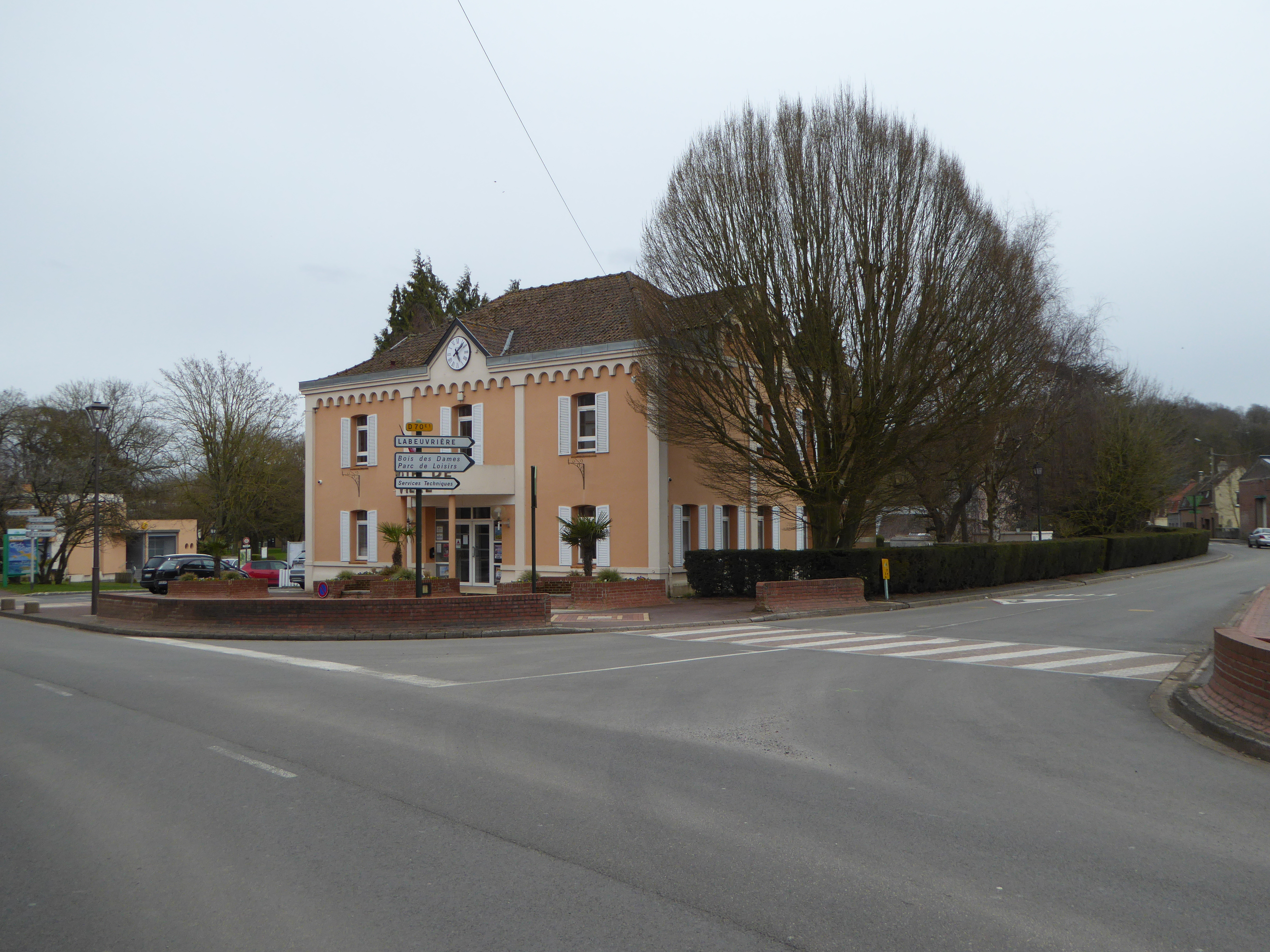
Mairie Lapugnoy
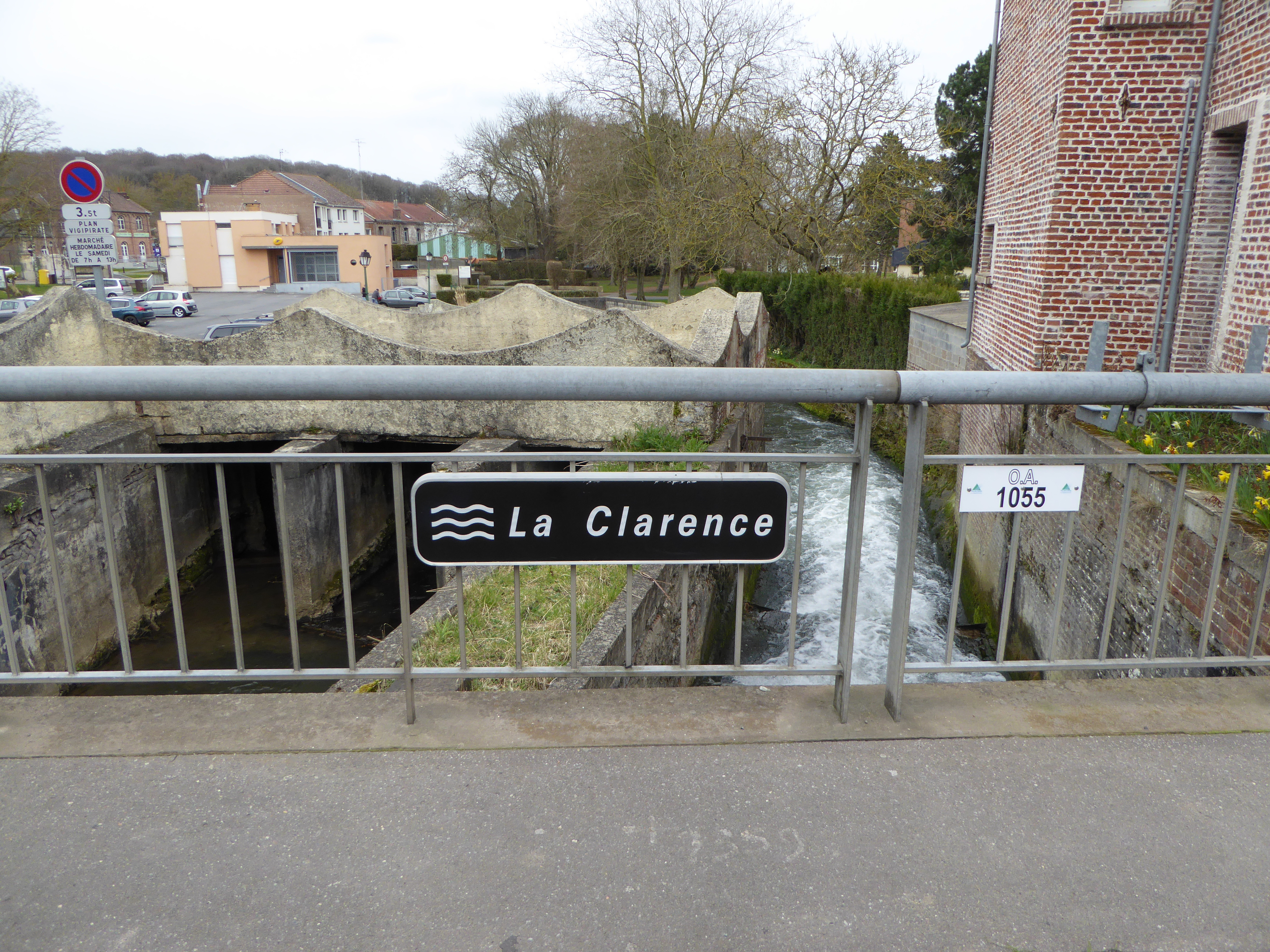
Die Clarence in Lapugnoy
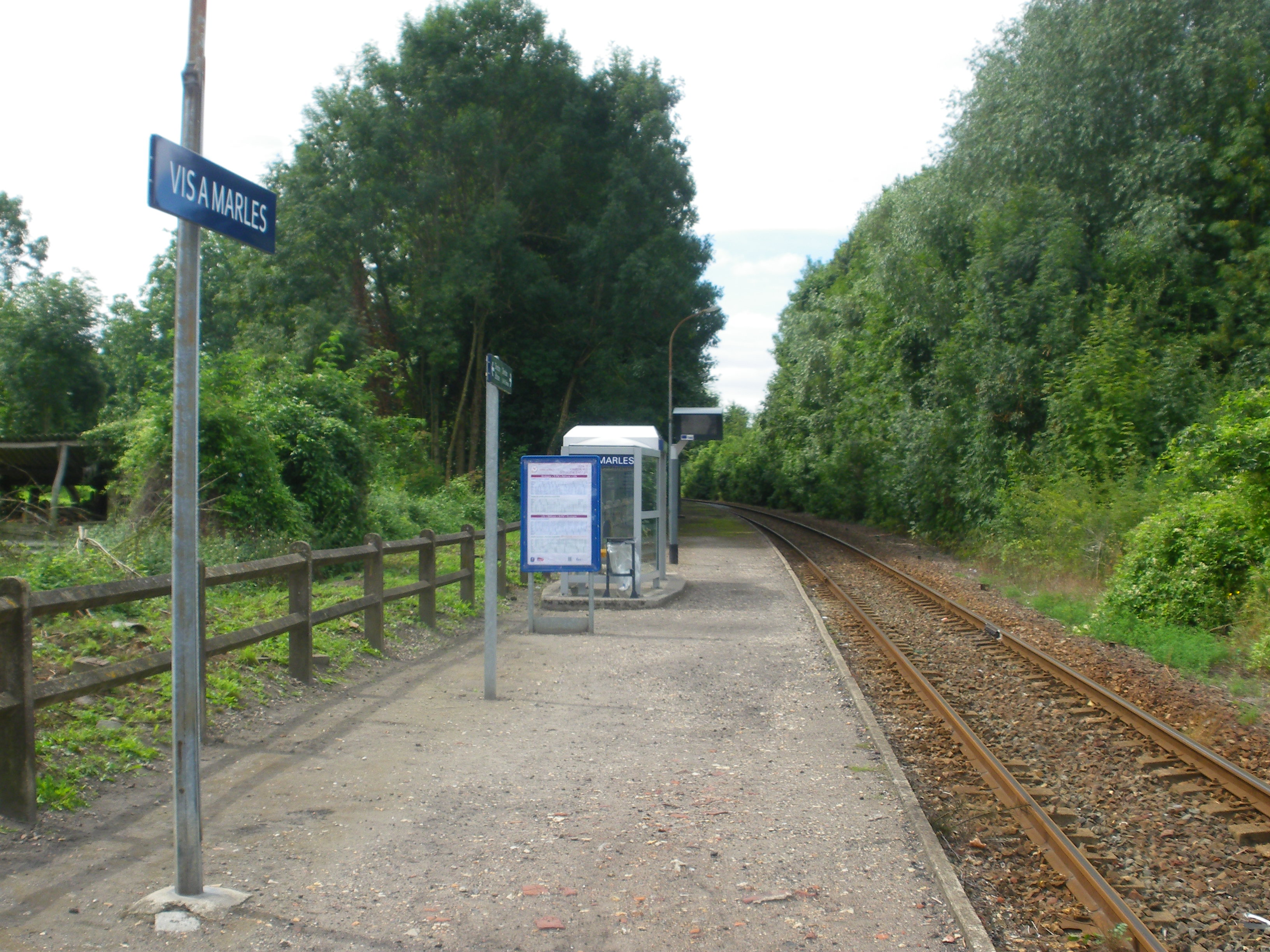
Bahn-Haltepunkt Vis-à-Marles
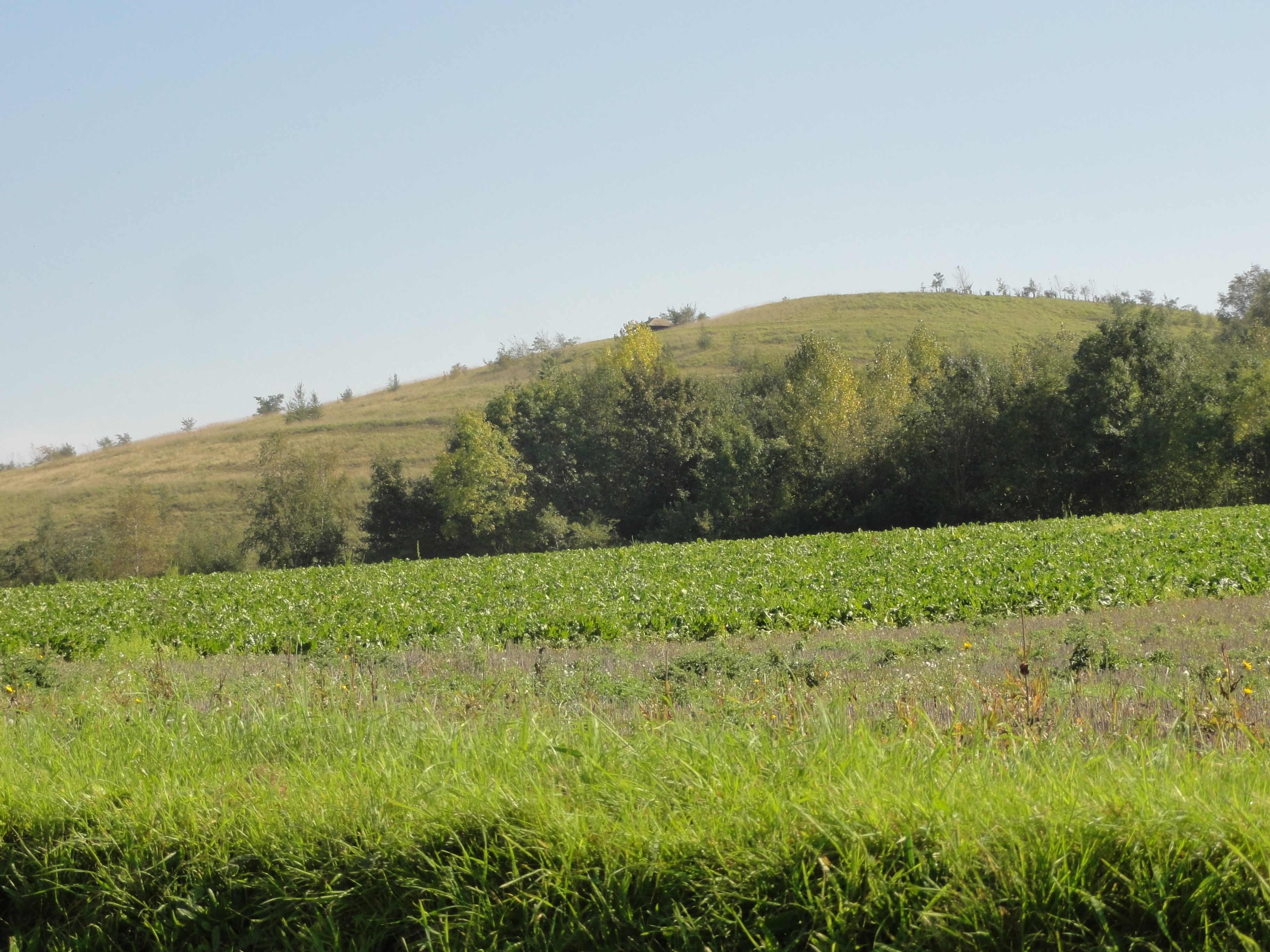
Abraumhalde Nr. 5
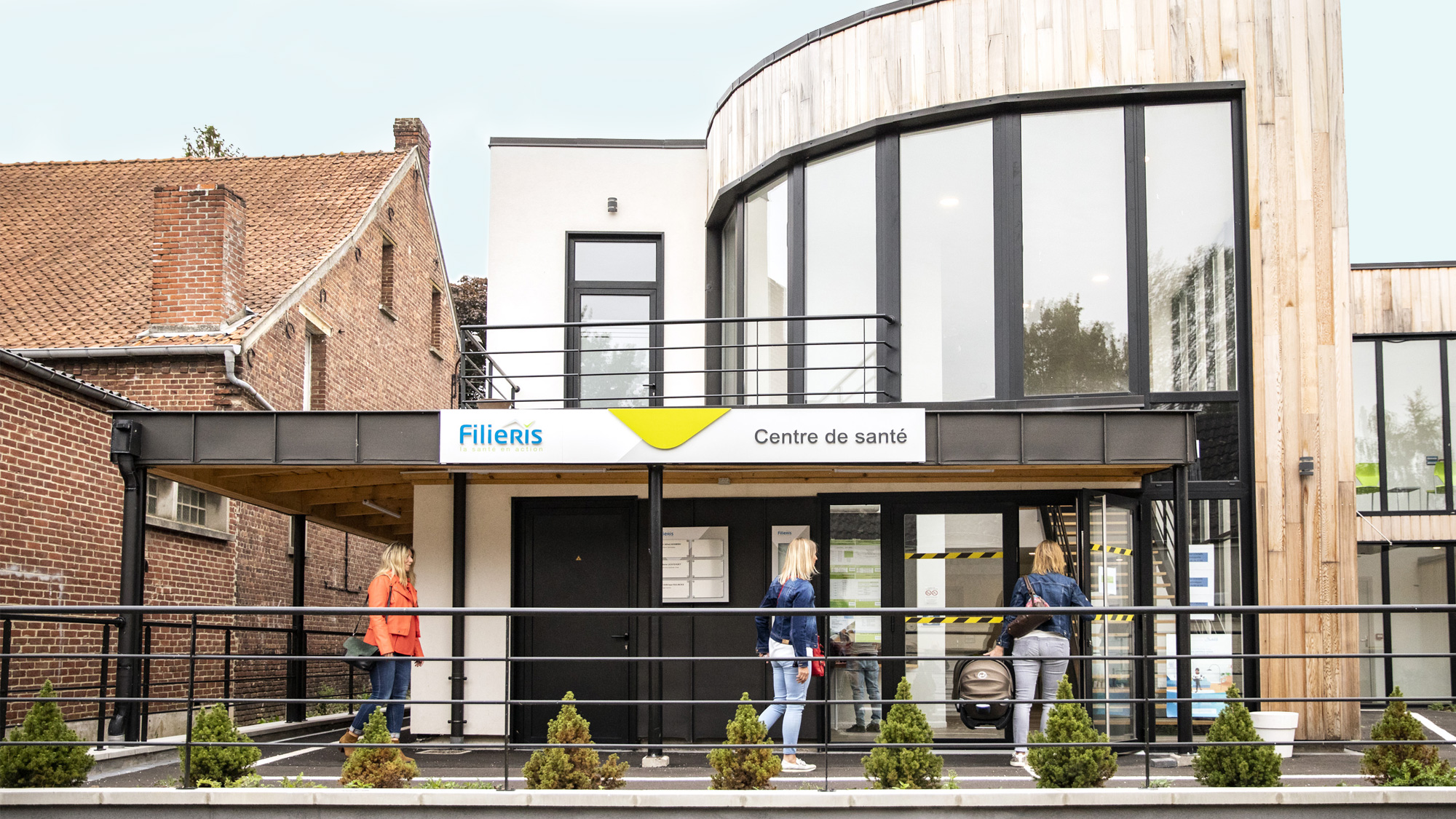
Gesundheitszentrum
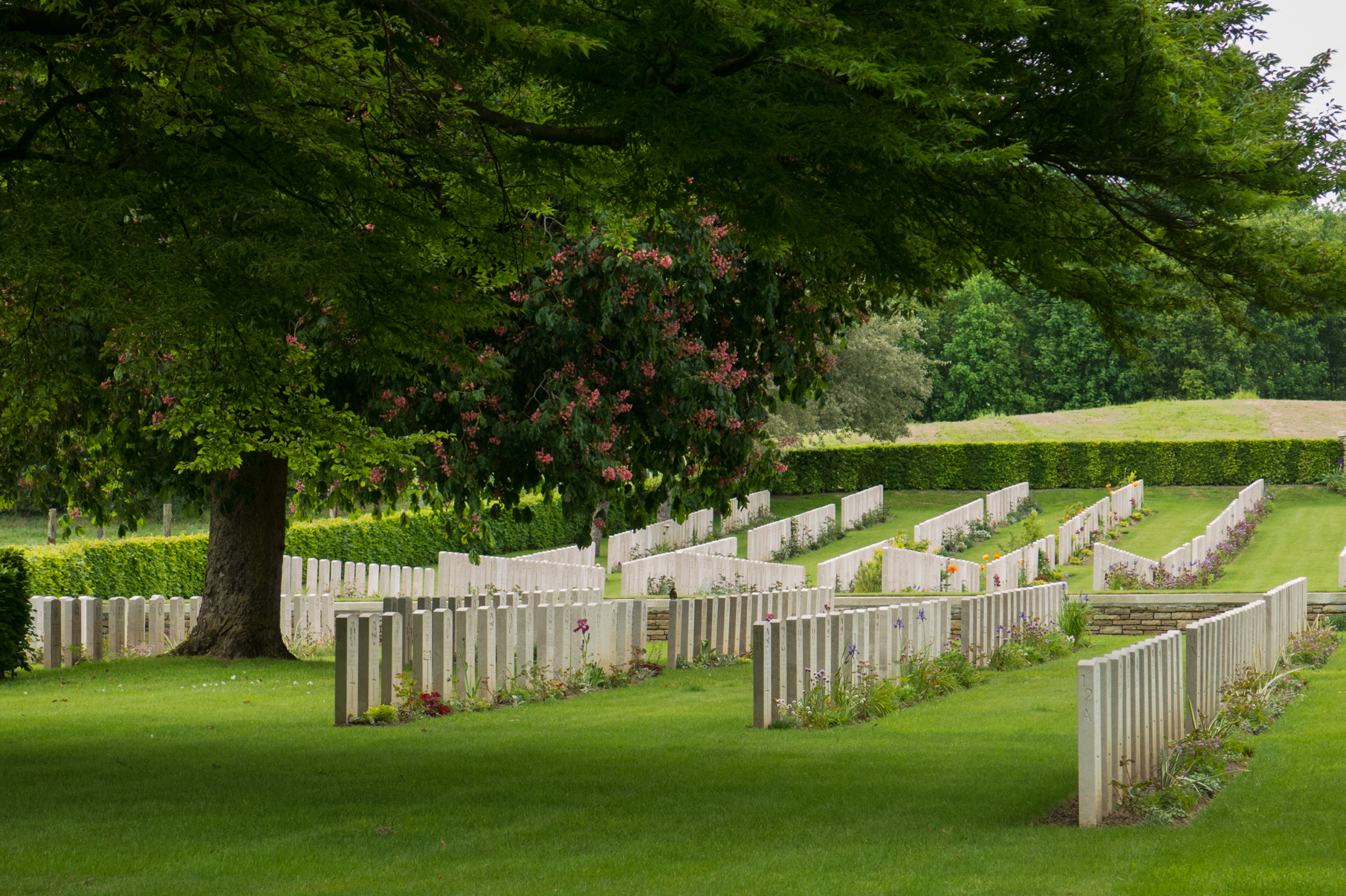
Soldatenfriedhof